# Cerura estonica
Cerura estonica är en fjärilsart som beskrevs av Huene. 1905. Cerura estonica ingår i släktet Cerura och familjen tandspinnare. Inga underarter finns listade i Catalogue of Life.